# Bruno Tuybens
Bruno Tuybens (Ukkel, 10 november 1961) is een voormalig Belgisch politicus, die onder meer staatssecretaris was voor de sp.a, nu Vooruit. Ook was hij twee keer burgemeester van Zwalm.

## Biografie
Hij werd geboren in een gezin van drie kinderen. Zijn moeder is een West-Vlaamse, zijn vader afkomstig uit Gent. Hij woonde lange tijd in Opwijk. In 1999 verhuisde hij naar Brussel, in de lente van 2006 verhuisde hij naar Zwalm. Hij heeft een zoon en twee dochters.
Tuybens doorliep zijn humaniora in het Sint-Jozefscollege te Aalst en behaalde in 1982 het diploma van kandidaat in de rechten aan de UFSAL Brussel. 
Reeds in zijn jeugd was hij betrokken in het lokaal werk van organisaties als 11.11.11 en Oxfam Wereldwinkels. Zelf legde hij zijn gevoeligheid voor mensenrechten bij een inleefreis die hij als student maakte naar Mauritanië. In 1982 werd hij actief bij Amnesty International. Hij streed in de eerste plaats tegen de doodstraf en zorgde hij als vrijwilliger voor een structurele uitbouw, fondsenwerving en communicatie van de mensenrechtenorganisatie. Van 1999 tot 2003 was hij de door de leden verkozen voorzitter van Amnesty International Vlaanderen en van de Belgische sectie. In augustus 2005 werd hij in Mexico verkozen tot een van de negen leden van het internationaal bestuur van Amnesty International, als eerste Belg in ruim 30 jaar. Hij oefende de functie drie maanden uit tot hij lid van de federale regering werd.
Professioneel werkte hij tot 2005 bijna twintig jaar lang bij de KBC Groep en was onder meer bij het beurshuis KBC Securities actief in de handel in afgeleide producten op aandelen. Hij was vanaf eind 2002 hoofd van de cel duurzaam en maatschappelijk verantwoord investeren bij vermogensbeheerder KBC Asset Management. In deze periode was hij tevens gedurende twee jaar voorzitter van de Belgische sectorvereniging BELSIF.
Op 17 oktober 2005 werd hij voor de sp.a staatssecretaris in de Belgische federale regering-Verhofstadt II. Hij kreeg de bevoegdheid van overheidsbedrijven die Johan Vande Lanotte voordien waarnam, deze werd de dag ervoor voorzitter van de sp.a. Hij oefende deze functie uit tot 20 december 2007. Hij bracht onder meer transparantie in de toplonen van de overheidsbedrijven en verbond het variabel loon van de CEO's aan de kwaliteit en de stiptheid van de dienstverlening. Hij introduceerde onafhankelijke bestuurders in raden van bestuur, tekende voor grote NMBS-investeringen (zoals het Diabolo-project), lanceerde stakeholdersoverleg met gebruikers, startte de compensatieregeling bij vertragingen bij de NMBS en, via de Nationale Loterij, met de gratis vrijwilligersverzekering en de toegankelijkheid van muziekfestivals voor mensen met een handicap. 
Nadien zetelde hij van juni 2007 tot mei 2014 voor de kieskring Oost-Vlaanderen in de Kamer van volksvertegenwoordigers. Hij was er vooral actief rond mensenrechten en maatschappelijk verantwoord ondernemen. Zo pleitte hij onder meer tegen zelfverrijking en meer verantwoording aan de top van grote ondernemingen en realiseerde hij het wetsvoorstel voor vrouwenquota in de raden van bestuur van grote ondernemingen.
Zijn partij trok tijdens de internationale bankencrisis (2007-2009) regelmatig van leer tegen de uitbetaling van variabele vergoedingen, toen de banksector afhankelijk was van het kredietinfuus van de overheid. Begin mei 2011 geraakte bekend dat hij, toen hij werkzaam was in de tradingzaal van beursvennootschap KBC Securities, in 1999 kon investeren in een door de CBFA goedgekeurd warrantenplan voor het personeel, dat hem na een paar jaar 250.000 euro netto opbracht.
In mei 2014 besloot hij niet op te komen bij de federale verkiezingen, voornamelijk uit onvrede met de aangeboden plaats op de lijst. Hierdoor verliet hij na de verkiezingen de nationale politiek. In februari 2015 werd Tuybens actief als zelfstandig procesbegeleider en adviseur, voornamelijk in de financiële-dienstensector. Ook is hij sinds 2017 onafhankelijk bestuurder bij de investeringsfondsen van bankverzekeraar Crelan.
In oktober 2006 werd Tuybens als lijsttrekker van de lokale lijst SAMBA verkozen in de gemeenteraad van Zwalm. Van januari 2007 tot december 2012 was hij burgemeester van de gemeente. Zolang hij staatssecretaris was, trad Patrick Moreels op als waarnemend burgemeester. Tuybens kwam na zijn burgemeesterschap zes jaar in de oppositie terecht, maar na de verkiezingen van 2018 werd een coalitie gevormd met Tuybens' lijst voorZwalm als grootste fractie. Eerst was Eric De Vriendt van CD&V+ drie jaar burgemeester, waarna Tuybens begin 2022 de burgemeesterssjerp overnam. Alvorens hij burgemeester werd, was Tuybens van januari 2019 tot eind 2021 in Zwalm schepen van financiën, lokale ondernemers, kinderbeleid en voorzitter van het Bijzonder Comité voor de Sociale Dienst. Na de verkiezingen van oktober 2024 belandde voorZwalm in de oppositie en Tuybens besloot na afloop van zijn burgemeesterschap in december 2024 de actieve politiek te verlaten.
Tuybens is commandeur in de Orde van Leopold II.